# Monochamus galloprovincialis
Monochamus galloprovincialis là một loài bọ cánh cứng trong họ Cerambycidae.

## Hình ảnh

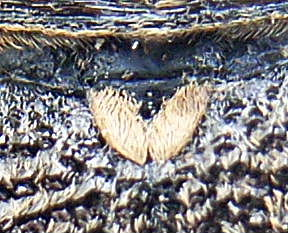
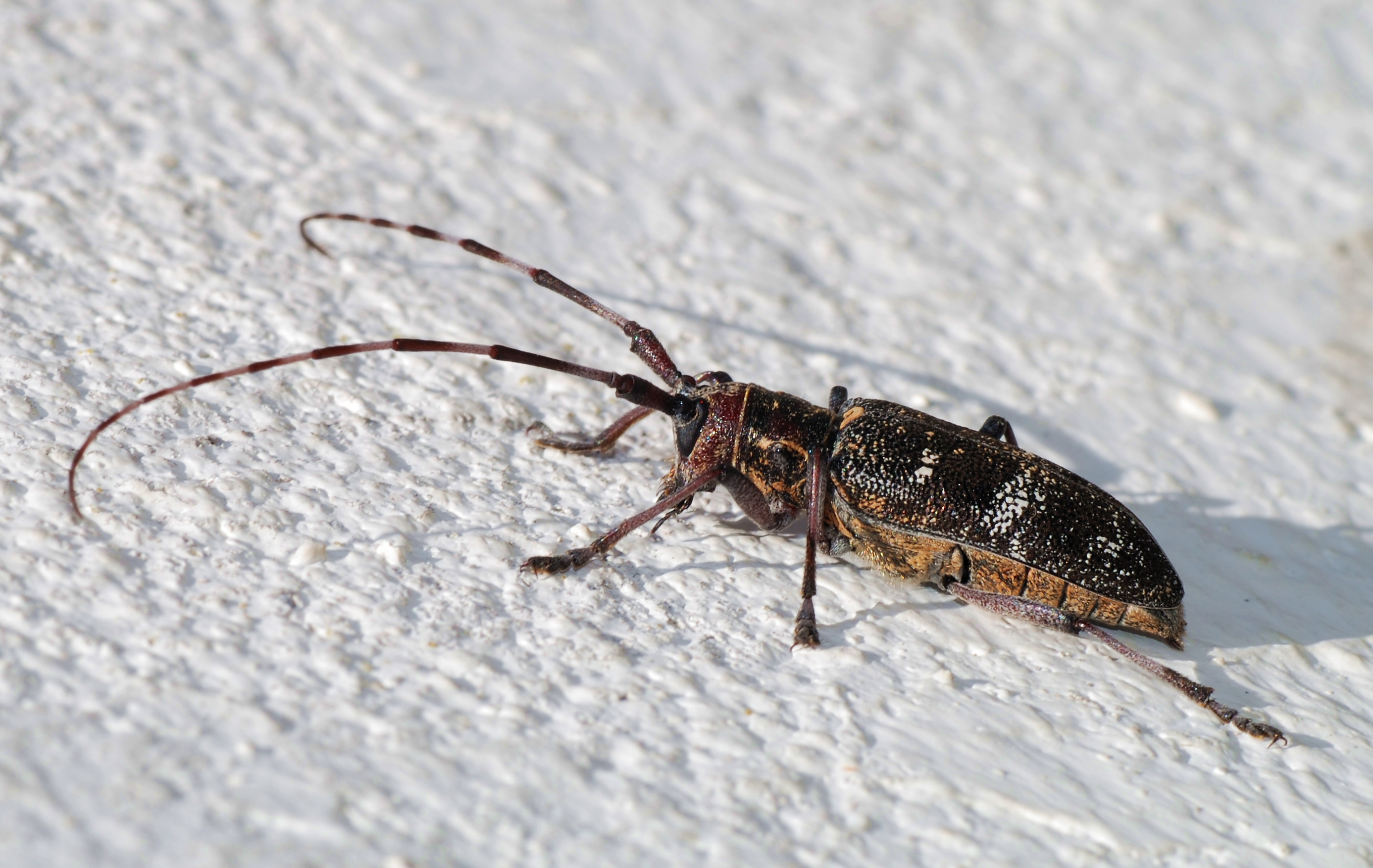
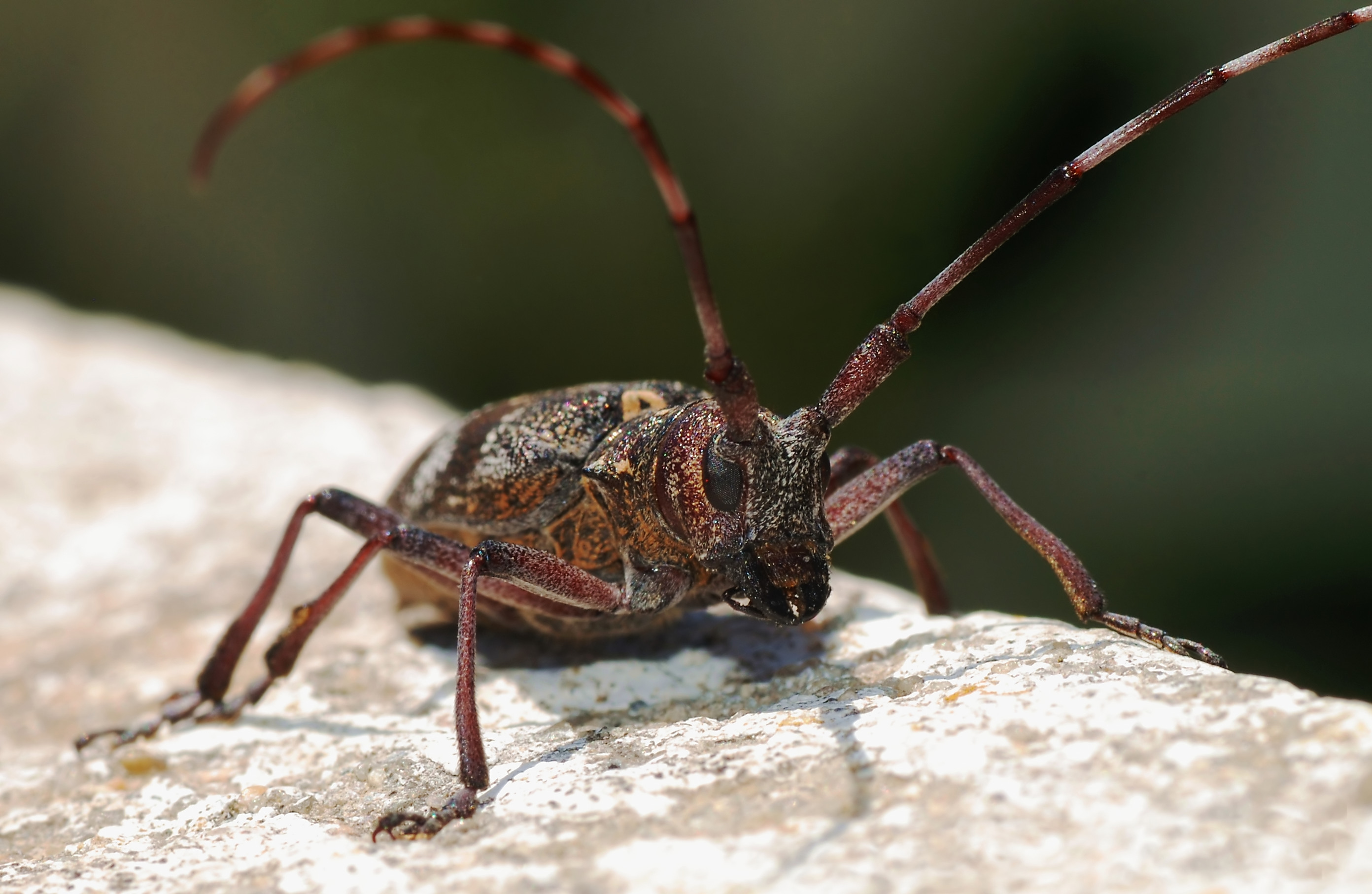